# John Hopcroft
John Hopcroft (* 7. října 1939) je renomovaný počítačový teoretický vědec, jehož knihy o teorii vyčíslitelnosti a datových strukturách jsou považovány za jedny z nejlepších. Je profesorem inženýrství a aplikované matematiky v počítačových vědách na Cornell University .

## Vzdělání
Hopcroft získal bakalářský titul roku 1961, magisterský v roce 1962 a titul Ph.D. v roce 1964, vše na Stanfordově univerzitě. Dále tři roky pracoval na fakultě Princeton University. Do Cornell University přišel roku 1967 a profesorem byl jmenován roku 1972. Hopcroft také získal čestný doktorát za humanitní vědy.

## Vědecká činnost
Hopcroft se zabýval především algoritmy, formálními jazyky a konečnými automaty. Společně s kolegy Jeffrey Ullman a Alfred Aho napsali několik knih na tato témata: Data Structures and Algorithms, Introduction to Automata Theory, Languages, and Computation a The Design and Analysis of Computer Algorithms.
Za svou vědeckou činnost obdržel John Hopcroft roku 1986 Turingovu cenu, ekvivalent Nobelovy ceny ve světě informatiky. Citace odůvodnění: „Za zásadní přínos v oblasti návrhu a analýze algoritmů a datových struktur“. V roce 1992 byl Georgem Bushem nominován do Národní vědecké nadace. V roce 2009 získal čestný doktorát na Saint Petersburg State University of Information Technologies, Mechanics and Optics.